# Mare d'Irlanda
Il mare d'Irlanda (in inglese Irish Sea, in irlandese Muir Éireann, in gaelico scozzese Muir Èireann, in gallese Môr Iwerddon, in mannese Mooir Vannin) separa l'Irlanda e la Gran Bretagna. Tutte le quattro nazioni costitutive del Regno Unito - l'Inghilterra, la Scozia, il Galles e l'Irlanda del Nord - hanno coste sul mare. È collegato all'oceano Atlantico (più precisamente al mare Celtico) a sud dal canale di San Giorgio e a nord dal canale del Nord.
Formatosi circa 20.000 anni fa con la fine dell'era glaciale, precedentemente risultava essere un enorme lago di acqua dolce, divenuto mare con lo scioglimento dei ghiacci che permisero l'accesso dell'acqua salina dell'oceano.
Al centro del mar d'Irlanda è situata l'isola di Man.

## Trasporti
Il mare è via di comunicazione di moltissimi scambi marittimi dalla Gran Bretagna all'Irlanda: da Swansea a Cork, da Fishguard e Pembroke a Rosslare, da Holyhead a Dún Laoghaire, da Stranraer a Belfast e Larne, e da Cairnryan a Larne. 
C'è anche una connessione Liverpool-Belfast con scalo sull'isola di Man.